# Ясюкевич Владислав Сергійович
Владислав Сергійович Ясюкевич (біл. Уладзіслаў Сяргеевіч Ясюкевіч, нар. 8 лютого 2000, Мінськ, Білорусь) — білоруський футболіст, захисник клубу «Динамо-Берестя».

## Клубна кар'єра
Владислав розпочав кар'єру в клубі «Іслоч» у Другій лізі й відразу ж став основним гравцем команди. Разом з клубом пройшов шлях до Вищої ліги, став віце-капітаном команди. У січні 2016 року продовжив контракт з «Іслоччю». 1 квітня 2016 року дебютував у Вищій лізі, вивівши свою команду з капітнаською пов'язкою на матч проти «Нафтану» (2:0). Згодом виходив на поле на позиції центрального захисника. У другій половині сезону 2017 року почав рідше з'являтися в складі й пропустив кінець сезону через травму. 
У сезоні 2018 року зазвичай залишався на лавці запасних, провів лише один матч за основну команду у Вищій лізі та два в Кубку Білорусі, також грав за дубль. У грудні 2018 року, після закінчення терміну дії контракту, залишив «Іслоч».
З січня 2019 року перебував на переглядів в берестейському «Русі», за результатами якого підписав контракт з клубом. Став стабільним гравцем основи брестейської команди. У січні 2020 року контракт з Рухом було розірвано.
У лютому 2020 року став гравцем бобруйської «Білшини». Стабільно виступав у стартовому складі бобруйчан, але не врятував команду від вильоту в Першу лігу. У грудні 2020 року залишив «Білшину».
У лютому 2021 року перейшов до берестейського «Динамо».

## Кар'єра в збірній
У січні 2016 року вперше отримав виклик до молодіжної збірної Білорусі для участі в Кубку Співдружності в Санкт-Петербурзі, де 23 січня дебютував у команді, провівши весь матч проти однолітків з Латвії. Загалом за «молодіжку» провів три матчі.

## Досягнення
- Перша ліга Білорусі
  -  Чемпіон (1): 2015

## Статистика виступів
| Сезон | Дивізіон | Клуб      | Країна   | Матчі | Голи |
| ----- | -------- | --------- | -------- | ----- | ---- |
| 2012  | Д3       | «Іслоч»   | Білорусь | 31    | 1    |
| 2013  | Д2       | «Іслоч»   | Білорусь | 21    | 2    |
| 2014  | Д2       | «Іслоч»   | Білорусь | 17    | 1    |
| 2015  | Д2       | «Іслоч»   | Білорусь | 29    | 1    |
| 2016  | Д1       | «Іслоч»   | Білорусь | 25    | 1    |
| 2017  | Д1       | «Іслоч»   | Білорусь | 16    | 0    |
| 2018  | Д1       | «Іслоч»   | Білорусь | 1     | 0    |
| 2019  | Д2       | «Рух»     | Білорусь | 24    | 3    |
| 2020  | Д1       | «Білшина» | Білорусь | 27    | 0    |